# 瑕疵
瑕疵（かし）とは、通常、一般的には備わっているにもかかわらず本来あるべき機能・品質・性能・状態が備わっていないこと。法概念としても用いられる。

## 民法上における瑕疵
民法上で「瑕疵」の概念が用いられる例として次のような場合がある。
- 日本の民法は、以下で条数のみ記載する。

### 代理行為の瑕疵
代理行為の瑕疵とは「意思表示の効力が意思の不存在、詐欺、強迫又はある事情を知っていたこと若しくは知らなかったことにつき過失があったことによって影響を受けるべき場合」（101条1項）をいう。代理行為の瑕疵についての事実の有無は、代理人について決する（101条1項）。ただし、特定の法律行為をすることを委託された場合において、代理人が本人の指図に従ってその行為をしたときや本人が過失によって知らなかった事情については本人は代理人の善意を主張できない（101条2項）。

### 瑕疵担保責任
売買などの有償契約において、契約の当事者の一方（買主）が給付義務者（売主）から目的物の引渡しを受けた場合に、その給付された目的物について権利関係または目的物そのものに瑕疵があるときには損害賠償などの責任を負う（561条以下。売買以外の有償契約への準用につき559条）。これを担保責任というが、このうち目的物そのものに隠れた瑕疵があった場合の責任を瑕疵担保責任という（570条、566条）。
瑕疵担保責任でいう隠れた瑕疵とは、買主が取引上において一般的に要求される程度の通常の注意を払っても知り得ない瑕疵を指し、買主は善意・無過失であることが必要である（通説・判例）。瑕疵は取引通念からみて通常であれば同種の物が有するべき品質・性能を欠いており欠陥が存在することをいう。契約に先立って売主が見本や広告を用いて一定の品質や性能を保証した場合には、その基準に至らなければ瑕疵となる（大判大15・5・24民集5巻433頁）。なお、法律上の瑕疵につき判例は瑕疵担保責任の問題とするが、多数説は566条の類推適用によるべきとする。
瑕疵担保責任の内容は契約の解除や損害賠償請求であるが、担保責任の法的性質については、法定責任説、契約責任説（債務不履行責任説）、危険負担的減額請求権説が対立し、学説ごとに瑕疵担保責任の適用範囲や損害賠償の範囲などについて見解を異にする。瑕疵担保責任に基づく契約の解除又は損害賠償請求は、買主が事実を知った時から1年以内にしなければならない（570条、566条3項）。
- その他の契約上の目的物の瑕疵についての規定・法律

1. 贈与者の担保責任（551条）
2. 消費貸借における貸主の担保責任（590条）
3. 請負人の担保責任（634条、635条、636条、637条、638条）
4. 寄託者による損害賠償（661条）
5. 商人間の瑕疵担保責任の特則（買主による目的物の検査及び通知義務（商法526条）
商人間の売買において、買主は、その売買の目的物を受領したときは、遅滞なく、その物を検査しなければならない。
前項に規定する場合において、買主は、同項の規定による検査により売買の目的物に瑕疵があること又はその数量に不足があることを発見したときは、直ちに売主に対してその旨の通知を発しなければ、その瑕疵又は数量の不足を理由として契約の解除又は代金減額若しくは損害賠償の請求をすることができない。売買の目的物に直ちに発見することのできない瑕疵がある場合において、買主が六箇月以内にその瑕疵を発見したときも、同様とする。
前項の規定は、売主がその瑕疵又は数量の不足につき悪意であった場合には、適用しない。
6. 宅地建物取引業法40条
宅地又は建物に関しては、売主が業者の場合、目的物の引渡しの日から2年以上となる特約をする場合以外の買主に不利となる特約は、無効となる。
7. 特定住宅瑕疵担保責任の履行の確保等に関する法律

### 土地工作物の瑕疵
- 717条

土地工作物の設置・保存に瑕疵があること、あるいは、竹木の栽植又は支持の瑕疵によって他人に損害を生じたときは、その工作物の占有者は損害賠償責任を負う。占有者が損害の発生を防止するのに必要な注意をしたときは、所有者が損害賠償責任を負う。ただし、損害の原因について他にその責任を負う者があるときは、占有者又は所有者は、その者に対して求償権を行使することができる。

## 行政行為の瑕疵
行政行為（行政処分）は法律に従って行わなければならない（法律の留保）。しかしその処分が有効に成立するためには、法律上不能でないこと、法令に違反していないこと（法律の優位）が前提である。その上で、権限のある行政機関による執行がなされなければならない。以上の要件のいずれかを欠くときは、その行政処分は違法な処分となり、これを「瑕疵ある行政処分」という。
瑕疵ある行政処分は、その瑕疵が重大明白でない限り、無効とはならない。これは、命令された国民が、違法であるからと考えて、それを無視できるとすれば、混乱を生じ、公益確保が困難になるからである。
さらに、行政庁の行為は公益を目的としているという前提があるために、適法性の推定が働く。よって、国民は違法であると考えながらも、権限のある機関（行政庁や裁判所）がその処分を取り消すまでは、その処分に従わなくてはならない。これを「行政処分の公定力」という。
以上のように、行政行為の瑕疵は、行政行為を無効とする瑕疵と、行政行為の取消原因となる瑕疵とに分かれる。それぞれ、行政訴訟において効力を争う場合の具体的方法が異なる。
行政行為の瑕疵は、違法性、合目的性を回復するため職権で取り消すことが出来、取り消すと遡及して最初から無かったことになる。しかし、裁断手続を経て発せられた行政行為は、不可変更力が発生しているので処分庁は、取り消すことが出来ない。
また、国民に権利利益を与える受益的行政行為や第三者に法的利益を与える複効的行政行為は、相手の既得権益や信頼を上回る特別の公益上の必要性がなければ、職権で取り消すことができない。